# Aerangis thomsonii
Aerangis thomsonii é uma espécie de orquídea monopodial epífita, família Orchidaceae, que habita a Etiópia, Quenia, Tanzania, e Uganda.